# Podgornoje (Tomsk)
Podgornoje (russisch Подго́рное) ist ein Dorf (selo) in der Oblast Tomsk in Russland mit 4983 Einwohnern (Stand 14. Oktober 2010).

## Geographie
Der Ort liegt etwa 200 km Luftlinie nordwestlich des Oblastverwaltungszentrums Tomsk im südöstlichen Teil des Westsibirischen Tieflands. Er befindet sich am rechten Ufer des Ob-Nebenflusses Tschaja, wenig unterhalb der Einmündung des rechten Zuflusses Iksa.
Podgornoje ist Verwaltungszentrum des Rajons Tschainski sowie Sitz der Landgemeinde Podgornskoje selskoje posselenije. Zur Gemeinde gehören weiterhin die Dörfer Grigorjewka (4 km südwestlich), Jermilowka (10 km südöstlich), Kirpitschnoje (2 km südwestlich), Minejewka (3 km nördlich), Muschkino (2 km nordöstlich), Suchoi Log (15 km südöstlich) und Tschemondajewka (22 km ostsüdöstlich) sowie die Siedlungen Elitnoje (4 km südwestlich), Trudowoi (2 km nördlich) und Tscherjomuschki (3 km westsüdwestlich) gehören.

## Geschichte
Das Dorf wurde 1901 als Klimentjewka in einem relativ spät von Russen besiedelten Teil der Region gegründet und 1911 in Podgornoje umbenannt. Seit 4. September 1924 ist das Dorf Verwaltungssitz des nach dem Fluss Tschaja benannten Tschainski rajon.

### Bevölkerungsentwicklung
| Jahr | Einwohner |
| ---- | --------- |
| 1926 | 405       |
| 1939 | 2591      |
| 1959 | 3086      |
| 1970 | 3925      |
| 1979 | 4854      |
| 1989 | 6230      |
| 2002 | 5009      |
| 2010 | 4983      |

Anmerkung: Volkszählungsdaten

## Verkehr
Der Ort liegt an der Regionalstraße 69K-6, die etwa 35 km östlich von der 69K-2 Tomsk – Kolpaschewo abzweigt und von Podgornoje weiter die Tschaja, den Parbig und die Andarma aufwärts ins südlich benachbarte, etwa 100 km Luftlinie entfernte Rajonzentrum Baktschar führt. Die nächstgelegene Bahnstation befindet sich im Oblastzentrum Tomsk.

## Söhne und Töchter des Ortes
- Waleri Telnow (* 1950), Physiker